# 1903 Adzhimushkaj
1903 Adzhimushkaj је астероид главног астероидног појаса са пречником од приближно 36,5 km.
Афел астероида је на удаљености од 3,150 астрономских јединица (АЈ) од Сунца, а перихел на 2,857 АЈ.
Ексцентрицитет орбите износи 0,048, инклинација (нагиб) орбите у односу на раван еклиптике 10,989 степени, а орбитални период износи 1901,823 дана (5,206 година).
Апсолутна магнитуда астероида је 10,5 а геометријски албедо 0,083.
Астероид је откривен 9. маја 1972. године.